# Weihersdorf (Mühlhausen)
Weihersdorf ist ein Gemeindeteil der Gemeinde Mühlhausen im Landkreis Neumarkt in der Oberpfalz.

## Lage
Das Kirchdorf liegt am Fuße des Oberpfälzer Jura auf ca. 408–470 m ü. NHN östlich des Ludwig-Donau-Main-Kanals.

## Geschichte
1184 schenkte der Priester Volkmar, Kanonikus in Eichstätt, der auf seinem Grund in „Wigerichesdorf“ eine Kirche erbaut hatte, sein ganzes Gut der Kirche von Eichstätt und übergab sie mit allen Rechten dem Bischof. Die Kirchweihe wurde durch Bischof Otto bis 1194 vollzogen. Die Schutzherrschaft (Vogtei) über das Kirchengut erhielt der Edelherr Adalbert von Holnstein vom Eichstätter Domkapitel und ließ sie offenbar durch seinen Dienstmann Ulrich von (Staufers-?)Buch ausüben, der unter Abt Einwich (1202–1216) ein Gütlein dort ans Kloster Plankstetten schenkte.
In den nächsten Jahrzehnten übernahmen die Edelherren von Heideck die Herrschaft in Weihersdorf aus dem Erbe der Edelherren von Holnstein, das sie mitsamt ihren Burgen Holnstein und Wissing 1291 an die Herzöge von Bayern verkauften, wie ein Urbar von 1326 zeigt. Allerdings wird dort im Urbar des Vizedomamtes Lengenfeld nur eine Wiese aufgeführt, die Grundherrschaft im Ort lag damals in anderen Händen. Das wurde deutlich bei der Erbteilung der Herren von Wolfstein 1359, wo Weihersdorf zu ihrem Besitz zählte. 1403 zählten Güter zu Weihersdorf beim Verkauf der Veste Niedersulzbürg durch Schweiker von Gundelfingen an die Wolfsteiner zu den Zugehörungen dieser Burg.
Damit musste die Mehrzahl der Höfe im Dorf ihre Abgaben auf die Sulzbürg liefern. Die Landesherrschaft konnten die Wolfsteiner zunächst nicht behaupten, sondern mussten sie mitsamt der hohen Gerichtsbarkeit 1430 an den übermächtigen Pfalzgrafen Johann abtreten.
In einem Eichstätter Visitationsbericht von 1480 wird Weihersdorf als Filiale von Wappersdorf bezeichnet, dessen Patronatsrecht die Herren von Wolfstein innehatten.
Nach Kompetenzstreitigkeiten der kurpfälzischen Schultheißen von Neumarkt mit den Wolfsteinern entschied 1528 das Reichskammergericht, bestätigt durch Kaiser Karl V., dass „alle Fraisch“ zu Wappersdorf, Weihersdorf und Wangen den Wolfsteinern zusteht. 1542 wurde durch die Kurpfalz die Reformation auch in Weihersdorf eingeführt. Wegen der Religionsveränderung gingen die Ittelhofer von der Hofmark Deining, die zu dieser Zeit auch in Weihersdorf Besitz hatten, 1544 nach Österreich und verkauften 1595 ihren Besitz an Kurfürst Friedrich. 1625 erfolgte die Gegenreformation in Weihersdorf.
Laut einem Inventarverzeichnis von 1658, angefertigt beim Tod von Georg Albrecht von Wolfstein zu Obersulzbürg und zu Pyrbaum, gehörten neun „Mannschaften“ (Höfe) von „Weyhersdorff“ den Wolfsteinern, die auf diese Güter die niedere Gerichtsbarkeit, nicht aber die Hochgerichtsbarkeit besaßen.
1710 lehnte der Pfarrer von Wappersdorf den Bau eines Schulhauses in Weihersdorf ab, da der Pfarrort schon eines habe. Unabhängig davon wurde in Weihersdorf Schule gehalten, und zwar im 1710 erbauten Mesnerhaus. 1726 hieß der Weihersdorfer Schulmeister Schwarz; 1760 wurde sein Sohn durch den Hofkastner in Neumarkt als Schulmeister verpflichtet.
1740 starben die Wolfsteiner aus. Deren Besitzungen erwarb der bayerische Kurfürst. Am Ende des Alten Reiches, um 1800, bestand Weihersdorf aus 18 Untertanen-Höfen, die fünf Grundherrschaften gehörten, die die niedere Gerichtsbarkeit über ihre jeweiligen Güter ausübten. Der Unteren Hofmark Berngau gehörten zehn Höfe (davon sieben dem Spital Neumarkt), dem Klosterrichteramt Seligenporten drei Höfe, dem Pflegamt Holnstein ein Hof, der Hofmark Erasbach drei Höfe und dem Klosterrichteramt Plankstetten ein Hof. Hochgerichtlich unterstand Weihersdorf dem herzoglich-bayerischen Schultheißenamt Neumarkt.
Im Königreich Bayern wurde um 1810 der Steuerdistrikt Döllwang gebildet, dem Döllwang selber, Greißelbach, Wangen, Weihersdorf und Wappersdorf zugeordnet waren. Mit dem Gemeindeedikt von 1818 entstanden zwei Ruralgemeinden, nämlich Döllwang und Wappersdorf. Die Gemeinde Wappersdorf umfasste zunächst die Dörfer Wappersdorf und Weihersdorf, um 1900 zusätzlich Herrenau. Von 1820 bis 1831 unterstanden drei Weihersdorfer Viertelhöfe dem Patrimonialgericht II. Klasse des Freiherrn Rupprecht zu Erasbach. Um 1937 bestand die Gemeinde Wappersdorf aus den fünf Orten Wappersdorf, Weihersdorf, Kanalschleuse 28, Kanalschleuse 29 und Herrenau; vor der Gebietsreform in Bayern kamen vier weitere Gemeindeteile hinzu. Diese Gemeinde wurde im Zuge der Gebietsreform am 1. Januar 1974 nach Mühlhausen eingemeindet.

### Einwohnerzahlen
- 1830: 130 (27 Häuser)[24]
- 1836: 145 (27 Häuser)[25]
- 1861: 133 (65 Gebäude, 1 Kirche)[26]
- 1871: 130 (91 Gebäude; Großvieh: 2 Pferde, 185 Rinder)[27]
- 1900: 141 (29 Wohngebäude)[28]
- 1937: 152 (nur Katholiken)[29]
- 1961: 162 (34 Wohngebäude)[23]
- 1970: 166[30]
- 1987: 171 (47 Wohngebäude, 52 Wohnungen)[31]
- 2012: 161[32]

## Katholische Filialkirche Mariä Himmelfahrt

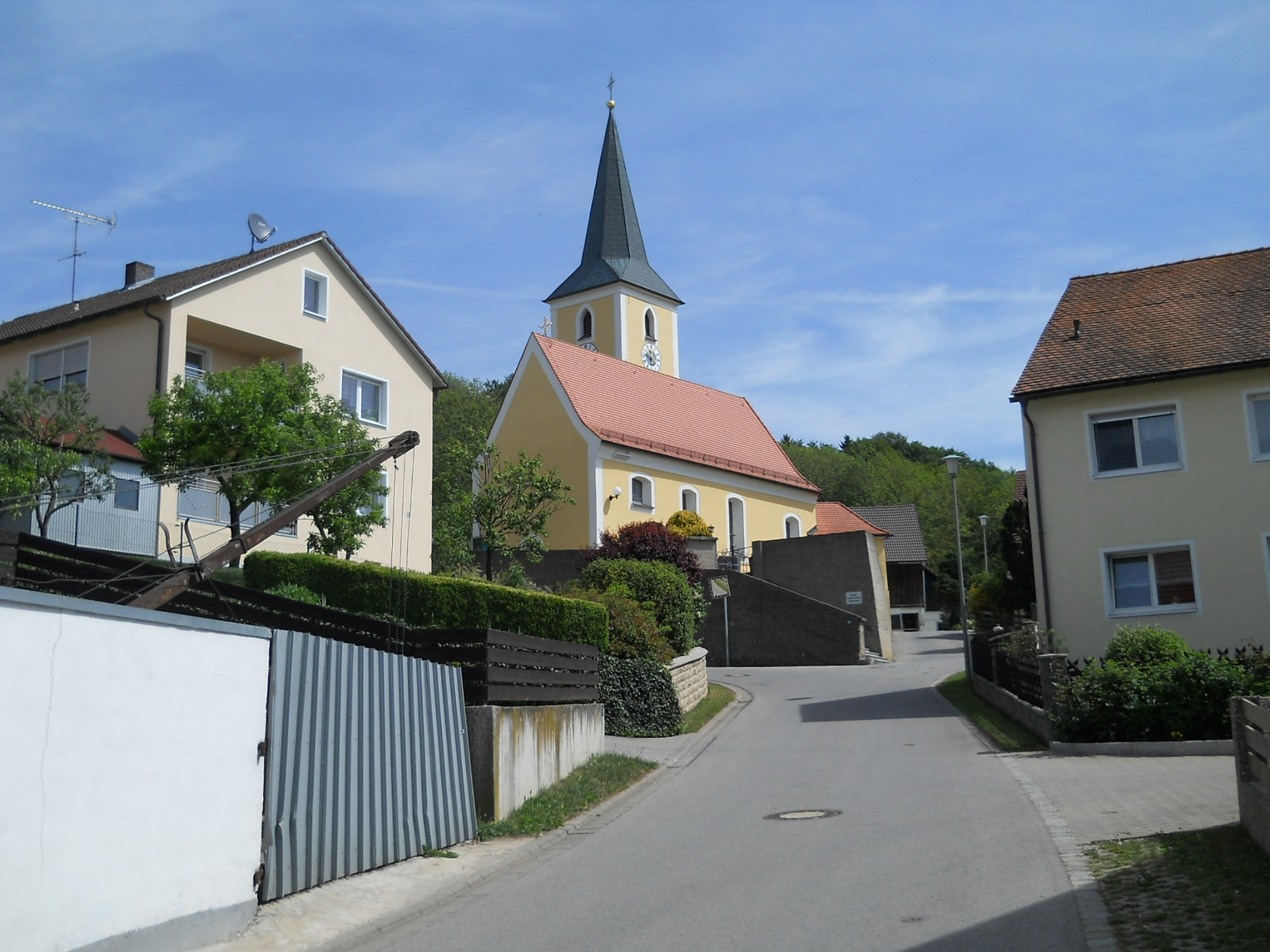
Blick zur Kirche

Die aus dem 15. Jahrhundert stammende Kirche wurde im Schiff 1744 auf 11 × 5 m erweitert; 1701 waren die Altäre vom Dietfurter Maler Michael Widtmann gefasst worden. 2001 erfolgte eine Friedhofserweiterung.

## Baudenkmäler
Die Kirche Mariä Himmelfahrt  und ein Wohnstallbau mit Fachwerkgiebel aus dem 18. Jahrhundert gelten als Baudenkmäler.

## Verkehrsanbindung
Weihersdorf ist über Gemeindeverbindungsstraßen von Mühlhausen und von Wappersdorf her zu erreichen.